# Куинсланд
Куинсланд (на английски: Queensland) е щат в Австралия. Столица и най-голям град е Бризбън.

## География
Куинсланд заема площ от 1 852 642 km². Щатът е 5 пъти по-голям от Япония или Германия и седем пъти по-голям от Великобритания.
В Нов Южен Уелс и Куинсланд живеят най-голямата част от аборигените в Австралия. В двата щата живеят около 26% от коренното население на континента.
Куинсланд се намира в североизточната част на Австралия. Столица и най-голям град е Брисбейн. Други големи градове са Гоулд Коуст, Таунсвил, Кеърнс и Рокхемптън. Куинсланд е единствения щат в Австралия с еднокамерен парламент.
Щатът е богат на природни забележителности, някои от които са защитени от ЮНЕСКО. Това са Големият бариерен риф, остров Фрейзър и екваториалните гори на полуострова Кейп Йорк.
През Куинсланд протичат реките Мичъл и Флиндърс. В територията на щата са и островите Принс ъф Уелс, Морнингтън, Уесли и Фрейзър.

## История
На територията на щата са открити селища от преди 15 000 години, а най-древното от тях е на 30 000 години. Европейците посещават за пръв път тази част на континента около 1600 година.
Кралица Виктория обявява Куинсланд за британска колония през 1859 г. От 3 септември 1824 до 10 декември 1859 Куинсланд е част от Нов Южен Уелс.
На 26 юни 1879 островите в Торесовия проток и бариерния риф стават притежание на щата.
Куинсланд официално е обявен за щат на Австралия на 1 януари 1901.

## Стопанство
Силно развит е туризмът. Най-посещавани са природните забележителности, и най-вече Големият бариерен риф.
В Куинсланд се добиват въглища, отглежда се захарна тръстика, развити са овцевъдството и говедовъдството.

## Население

### Население
През септември 2018 населението на щата е 5 033 100 души. Най-големият град е столицата Брисбейн.
През 2004 в Брисбейн живее 45,7% от населението, а 63,8% в останалата част на щата.

### Религии
Християните са 70,9%, будистите 1,1%, мюсюлманите 0,4%, индуистите 0,3%, евреите 0,1%, атеистите 14,8%, а на другите религии се падат 0,4%.

## Региони

### Острови в Торесовия проток
Към Куинсланд принадлежи островната група в Торесовия проток. Тя се намира между Австралия и Папуа Нова Гвинея, на север от Нос Йорк. Към 2001 на островите живеят около 8089 души.
Торесовите острови са присъединени към Куинсланд на 26 юни 1879. На 29 май 1992 островната група получава политическа автономия.

### Кораловите и Уитсъндей островни групи
Кораловите острови и островите Уитсъндей се намират на изток от градовете Аирлий Бийч и Шът Харбър в Куинсланд. Те наброяват общо 74 тропични острова, от които най-големите са Уитсъндей, Хайман, Хук, Хазелууд, Хамилтън, Дент и Линдеман.
Само осем от всички острови са населени. Островите Лонг и Брамптън са национални паркове.
На 26 юни 1879 островните групи преминават към щата Куинсланд.

## Климат
В по-голямата част от Куинсланд климатът е субтропичен, топъл, с леки ветрове и целогодишно слънце. На север климатът бавно се променя и става тропичен. В северните територии от януари до април е горещото тропично лято със силни ветрове и всекидневни дъждове.
Средните температури през лятото са от 21 °C до 29 °C, а през зимата – от 10 °C до 26 °C.
Температурата на водата през лятото е 29 °C, а през зимата – 19 °C.

## Големи градове
- Брисбейн
- Гоулд Коуст
- Кеърнс
- Таунсвил
- Макай
- Рокхамптън
- Гладстон
- Калундра

## Университети
- Университет Бонд (BOND UNIVERSITY), Гоулд Коуст
- Университет на централен Куинсланд (CQU), Брисбейн
- Университет Грифит (GRIFFITH UNIVERISTY), Гоулд Коуст
- Университет Джеймс Кук (JCU), Таунсвил
- Технологичен университет на Куинсланд (QUT), Брисбейн
- Куинсландски университет (UQ), Брисбейн
- Университет на Южен Куинсланд (USQ), Толумба
- Университет на слънчевия бряг (USC), Сипи Даунс
- Австралийски католически университет (ACU), Брисбейн